# UWE-2
UWE-2 é um satélite experimental lançado em 23 de setembro de 2009, com o objetivo de fazer testes de métodos, algoritmos para determinação de altitude e otimização dos parâmetros de Protocolos da Internet a fim de se adaptar ao ambiente do espaço científico.

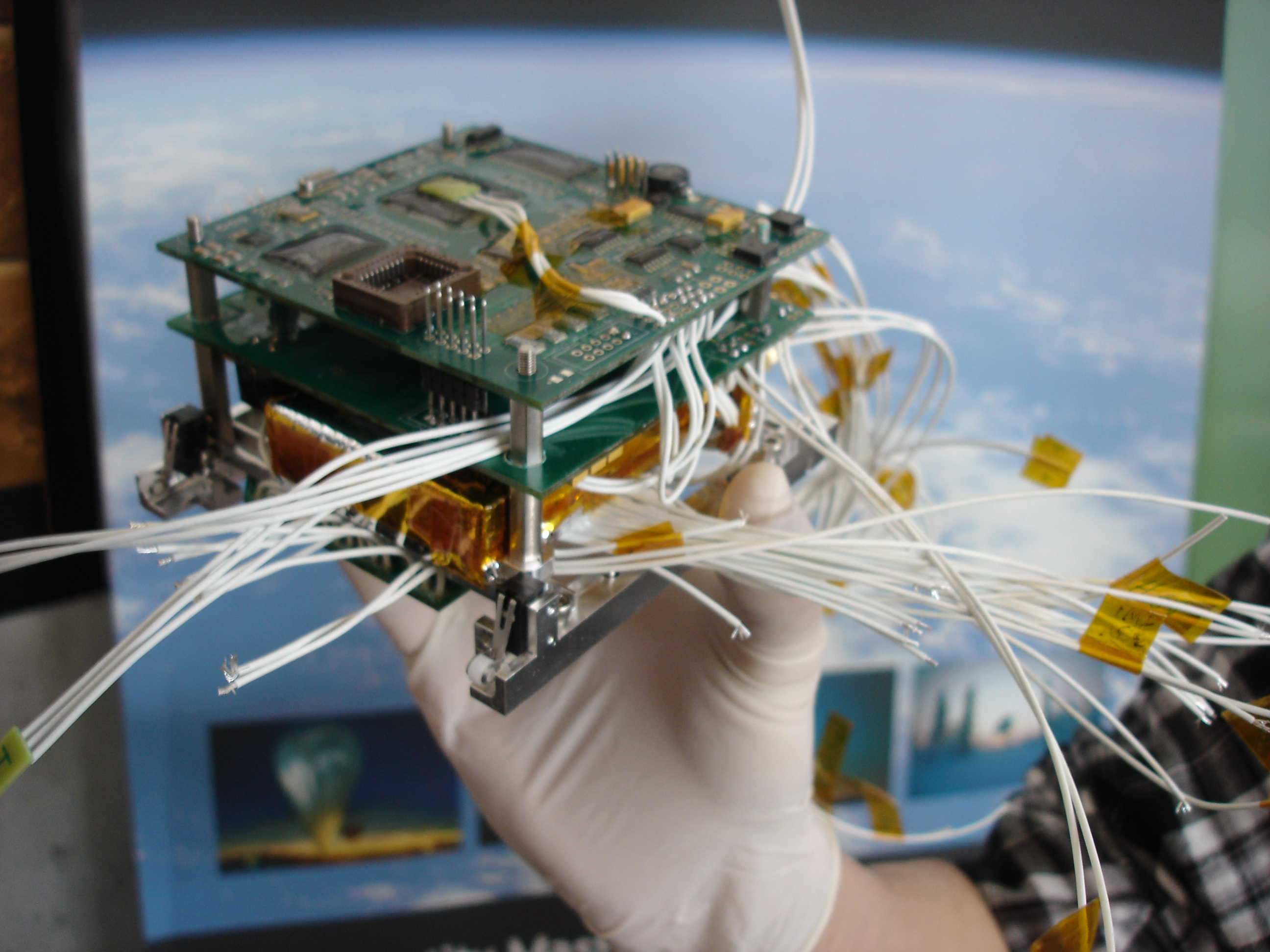
Satélite UWE-2